# Beloslava Dimitrova
Beloslava Dimitrova (em cirílico: Белослава Димитрова) é uma poetisa e jornalista de rádio búlgara.
É formada em Germanística e em Comunicação Social pela Universidade de Sófia “São Clemente de Ohrid”. Atualmente, trabalha como apresentadora da Rádio Nacional Búlgara.
Publicou dois livros de poesia: Princípio e Fim (2012) e A Natureza Selvagem (2014).
A Natureza Selvagem foi galardoado em 2014 com o Prémio Nacional de Poesia “Ivan Nikolov”.
A sua poesia destaca-se por um radicalismo da linguagem e um amor pelo não-humano.